# Campionatul European de Scrimă pentru cadeți din 2016
Campionatul European de Scrimă pentru cadeți (U17) din 2016 s-a desfășurat în perioada 29 februarie-4 martie la Novi Sad, Serbia. A fost urmat de Campionatul European pentru juniori, organizat în același loc.

## Rezultate

### Masculin
| Probă             | Aur                                                                       | Argint                                                                          | Bronz                                                                 |
| Spadă             | Stanislav Galper (ISR)                                                    | Daniil Rudîh (RUS)                                                              | Alessio Preziosi (ITA) · Wojciech Lubieniecki (POL)                   |
| Spadă pe echipe   | Ungaria Dávid Nagy Bence Bende Tibor Andrásfi Máté Koch                   | Israel Zvi Blitsman Stanislav Galper Saar Lieva Jacob Pizenberg                 | Rusia Daniil Beleaninov Daniil Rudîh Igor Korovin Timofei Pavin       |
| Floretă           | Kirill Borodacev (RUS)                                                    | Anton Borodacev (RUS)                                                           | Vladislav Mîlnikov (RUS) · Silviu Rosu (ROU)                          |
| Floretă pe echipe | Rusia Bogdan Barmakov Kirill Borodacev Anton Borodacev Vladislav Mîlnikov | Italia Tommaso Marini Filippo Mariotti Matteo Claudio Resegotti Pietro Vellutti | Germania Kerem Ercan Luis Klein Anton Ziegon Martin Wiemann           |
| Sabie             | Matteo Neri (ITA)                                                         | Giacomo Mignuzzi (ITA)                                                          | Karol Lademann (POL) · Atakan İslam Hezer (TUR)                       |
| Sabie pe echipe   | Rusia Arseni Panteleev Andrei Tkaciov Artiom Țelîșev Vladislav Pozdniakov | Italia Alberto Fornasir Matteo Neri Giacomo Mignuzzi Stefano Stigliano          | Franța Mathieu Belkessam Elliott Bibi Maxime Pianfetti Matthias Rivet |

### Feminin
| Probă             | Aur                                                                                  | Argint                                                                        | Bronz                                                                         |
| Spadă             | Federica Isola (ITA)                                                                 | Manana Saumova (RUS)                                                          | Luise Elmer (AUT) · Lola Lucani (FRA)                                         |
| Spadă pe echipe   | Italia Federica Bosa Beatrice Cagnin Federica Isola Lara Pasin                       | Rusia Aizanat Murtazaeva Anastasia Soldatova Manana Saumova Viktoria Șicikina | România · Denisa Barosan · Bianca Benea · Alexandra Predescu · Zsuzsa Schlier |
| Floretă           | Serena Rossini (ITA)                                                                 | Arianna Pappone (ITA)                                                         | Leonie Ebert (GER) · Anca Săveanu (ROU)                                       |
| Floretă pe echipe | Rusia Anastasia Karpeceva Anastasia Sermenova Aleksandra Sunducikova Anna Udovicenko | Germania Leonie Ebert Kari Weiner Sophia Werner Pia Ueltgesforth              | Italia Lara Bertola Martina Favaretto Arianna Pappone Serena Rossini          |
| Sabie             | Liza Pusztai (HUN)                                                                   | Dorottya Bérczy (HUN)                                                         | Sarah-Camille Noutcha (FRA) · Gréta Koós (HUN)                                |
| Sabie pe echipe   | Ungaria Dorottya Bérczy Bianka Kern Gréta Koós Liza Pusztai                          | Franța Pauline Conscience Anna Laporte Sarah-Camille Noutcha Anne Poupinet    | Rusia Anastasia Elkina Anna Koroleva Alina Mihalova Maria Siner               |

## Clasament pe medalii
Legendă
  *   România
| Loc   | Țară     | Aur | Argint | Bronz | Total |
| ----- | -------- | --- | ------ | ----- | ----- |
| 1     | Rusia    | 4   | 4      | 3     | 11    |
| 2     | Italia   | 4   | 4      | 2     | 10    |
| 3     | Ungaria  | 3   | 1      | 1     | 5     |
| 4     | Israel   | 1   | 1      | 0     | 2     |
| 5     | Franța   | 0   | 1      | 3     | 4     |
| 6     | Germania | 0   | 1      | 2     | 3     |
| 7     | România  | 0   | 0      | 3     | 3     |
| 8     | Polonia  | 0   | 0      | 2     | 2     |
| 9     | Austria  | 0   | 0      | 1     | 1     |
| 9     | Turcia   | 0   | 0      | 1     | 1     |
| Total | Total    | 12  | 12     | 18    | 42    |

## Legături externe
- en  sr  eurofencingns2016.com Arhivat în 12 decembrie 2015, la Wayback Machine., site-ul oficial al competiției
- en  Novi Sad: European Championships U17 Arhivat în 6 martie 2016, la Wayback Machine. la Confederația Europeană de Scrimă